# Waltham (Massachusetts)
Waltham è una città degli Stati Uniti d'America facente parte della contea di Middlesex nello stato del Massachusetts. Vi ha sede la Brandeis University.
In questa città, nel 1850, è stata fondata l'azienda orologiera Waltham, che ha fornito diversi segnatempo per l'esercito statunitense.